# Pellevoisin
Pellevoisin é uma comuna francesa na região administrativa do Centro, no departamento Indre. Estende-se por uma área de 25,44 km². Em 2010 a comuna tinha 839 habitantes (densidade: 33 hab./km²).